# 北区立赤羽台中学校

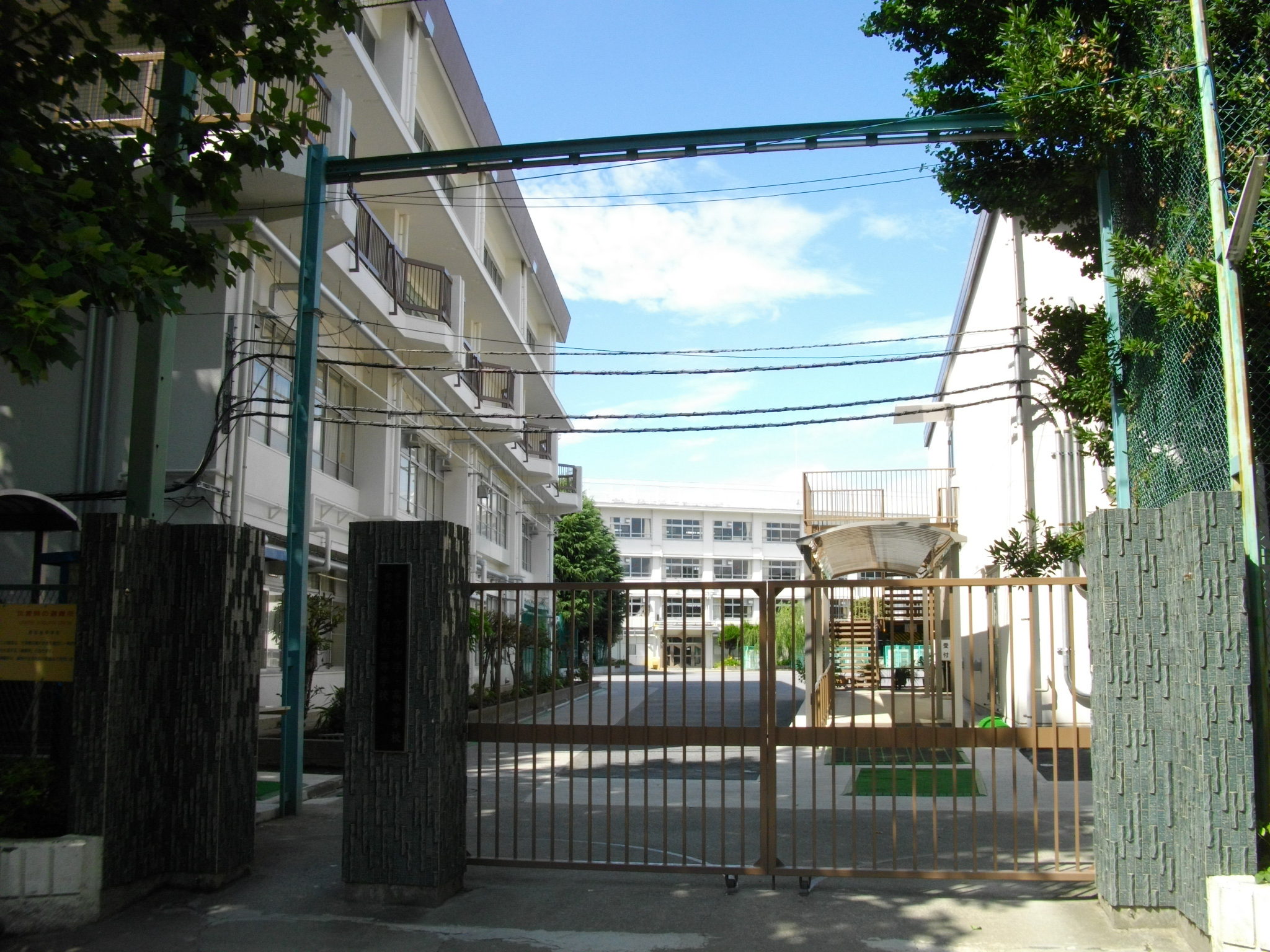
旧北区立赤羽台中学校

北区立赤羽台中学校（きたくりつあかばねだいちゅうがっこう）は、東京都北区赤羽台に所在していた中学校である。2006（平成18年）に北区立北中学校と統合して、北区立桐ヶ丘中学校となった。

## 所在地
- 東京都北区赤羽台1-7-12
- 最寄り駅
  - JR京浜東北線 赤羽駅（西口）下車 徒歩7分
  - バス停（赤羽駅西口）下車 徒歩7分
  - 地下鉄南北線 赤羽岩淵駅 下車

アメリカ軍・東京兵器補給廠（TOD）の返還後の跡地に建てられた。北区立北中学校と統合した後、旧北中学校跡に新校舎を建築している間には北区立桐ヶ丘中学校の仮校舎として使用された。跡地は学校法人東洋大学へ売却されることになった。2011年から4年間は東洋大学の併設校となる京北中学校・高等学校・京北学園白山高等学校(京北学園白山高等学校は今年限りで廃校)の仮校舎として利用され、2017年には東洋大学赤羽台キャンパスとして、情報連携学部を設置し、開設した。

## 参照
1. ↑  学校適正配置（第四次北区学校適正配置）
2. ↑  北区旧赤羽台中学校跡地の取得について